# Penestola
Penestola (лат.) — род бабочек огневок-травянок (Crambidae, Pyraloidea). Новый Свет.

## Описание
Размах крыльев около 2 см, основная окраска темно-коричневая. Биология неизвестна. Вид Penestola bufalis был выведен из семян мангрового растения Avicennia germinans (Acanthaceae). Род был впервые описан в 1890 году немецким энтомологом Heinrich Benno Möschler (1831—1888). Из Северной и Южной Америки описаны 3 современных вида. В 2023 году из доминиканского янтаря (миоцен) был описан ископаемый вид †Penestola wichardi Solis, Léger & Neumann, 2023. Он стал только четвёртым известным ископаемым экземпляром семейства Pyraloidea (Lepidoptera): ранее были найдены два имаго и одна гусеница. Первая подтвержденная личинка, относящаяся к подсемейству Pyraustinae (Crambidae), была описана из балтийского янтаря (Baltianania yantarnia Solis). В 2023 году была описана еще одна гусеница из доминиканского янтаря, которую отнесли к роду Penestola и подсемейству Spilomelinae (Crambidae).
- Penestola bufalis (Guenée, 1854)
  - =Piletocera bufalis Guenée, 1854
  - =Penestola praeficalis Möschler, 1890
- Penestola simplicialis (Barnes & McDunnough, 1913)
  - =Piletocera simplicialis Barnes & McDunnough, 1913
- Penestola stercoralis (Möschler, 1881)
  - =Botis stercoralis Möschler, 1881
- †Penestola wichardi Solis, Léger & Neumann, 2023[4]

## Распространение
Новый Свет: Южная Америка, Галапагосские острова, Флорида, Антильские острова, Центральная Америка.